# Memoriał Ireny Szewińskiej
Memoriał Ireny Szewińskiej – międzynarodowy mityng lekkoatletyczny organizowany od 2019 roku w Bydgoszczy, zastępując Europejski Festiwal Lekkoatletyczny.
Zawody poświęcone są pamięci zmarłej w czerwcu 2018 Irenie Szewińskiej – siedmiokrotnej medalistce igrzysk olimpijskich oraz dziesięciokrotnej medalistce Mistrzostw Europy, specjalizującej się biegach sprinterskich oraz skoku w dal.

## Edycje
| Edycja | Data               | Gospodarz | Stadion                             | Źródło |
| ------ | ------------------ | --------- | ----------------------------------- | ------ |
| 2019   | 11-12 czerwca 2019 | Bydgoszcz | Stadion im. Zdzisława Krzyszkowiaka | [ 2 ]  |
| 2020   | 19 sierpnia 2020   | Bydgoszcz | Stadion im. Zdzisława Krzyszkowiaka | [ 3 ]  |
| 2021   | 30 czerwca 2021    | Bydgoszcz | Stadion im. Zdzisława Krzyszkowiaka | [ 4 ]  |
| 2022   | 3 czerwca 2022     | Bydgoszcz | Stadion im. Zdzisława Krzyszkowiaka | [ 5 ]  |
| 2023   | 6 czerwca 2023     | Bydgoszcz | Stadion im. Zdzisława Krzyszkowiaka | [ 6 ]  |
| 2024   | 20 czerwca 2024    | Bydgoszcz | Stadion im. Zdzisława Krzyszkowiaka | [ 7 ]  |
| 2025   | 30 maja 2025       | Bydgoszcz | Stadion im. Zdzisława Krzyszkowiaka | [ 8 ]  |